# Sivaganga (huyện)
Huyện Sivaganga là một huyện thuộc bang Tamil Nadu, Ấn Độ. Thủ phủ huyện Sivaganga đóng ở Sivaganga. Huyện Sivaganga có diện tích 4086 ki lô mét vuông. Đến thời điểm năm 2001, huyện Sivaganga có dân số 1150753 người.